# Gnamptogenys major
Gnamptogenys major är en myrart som först beskrevs av Carlo Emery 1901.  Gnamptogenys major ingår i släktet Gnamptogenys och familjen myror. Inga underarter finns listade i Catalogue of Life.